# 菅隆俊
菅 隆俊（かん たかとし、1886年10月9日 - 1961年7月16日）は、日本の自動車技術者。トヨタ自動車工業取締役設計部長を経て、豊田工機社長を務めた。紫綬褒章受章。

## 人物・経歴
香川県三豊郡財田村（現・三豊市）出身。1914年東京高等工業学校（のちの東京科学大学）機械科卒業。1916年住友私立職工養成所（のちの住友工業高等学校）仕上・旋工・鍛工場主任。1920年に豊田佐吉の豊田式織機に転じる。
1933年に豊田喜一郎により豊田自動織機製作所に招聘される。1934年には自動車量産化のためアメリカ合衆国で調査を行い、挙母工場（のちのトヨタ自動車本社工場）の設計責任者を務め、岩岡次郎、豊田英二、齋藤尚一と建設構想にあたった。
1937年にトヨタ自動車工業が設立されると、同社取締役設計部長に就任。1941年に工機工場が豊田工機として分離されると、同社常務取締役に就任。1945年から同社社長を務めた。1957年には工作機械の改良研究などが評価され紫綬褒章を受章した。1961年、没後に従五位・勲四等瑞宝章を贈られた。

## 著書
- 『自動車工業用工作機械に就ての一考察』自動車技術協会 1942年
- 『今日及び将来の工作機械 : ユニット構成機械』機械製作資料社 1944年
- 『トヨタ自動車工業株式会社挙母工場の建設』1959年